# Kozare
Kozare je naselje u gradu Leskovcu, Jablanički upravni okrug, Srbija. Prema popisu iz 2022. godine u Kozaru je živjelo 267 stanovnika.